# Super Crazy
Pour les articles homonymes, voir Pantoja (homonymie).
Francisco Pantoja Islas (né le 3 décembre 1973) est un catcheur professionnel originaire du Mexique  plus connu sous le nom de Super Crazy.

## Carrière de catcheur

### Débuts (1988-1996)
Francisco Pantojas Islas s'entraîne pour devenir catcheur auprès de son frère aîné. Il commence sa carrière au Mexique en 1988 dans des petites fédérations en portant un masque sous le nom de Super Crazy. Il perd son masque un mois après ses débuts après sa défaite face à El Semionarista.

### Extreme Championship Wrestling (1998-2000)
Il fait ses débuts à la Extreme Championship Wrestling lors de l'épisode du 26 décembre 1998 en gagnant un match face à Antifaz Del Norte. 

#### Rivalité avec Yoshihiro Tajiri (1999-2000)
Il entame une rivalité avec Yoshihiro Tajiri, ils se sont affrontés de maintes reprises lors des shows télévisés, et lors des House Shows. Lors du PPV ECW Guilty As Charged 1999, le 10 janvier 1999, il perd face à Yoshihiro Tajiri. Le 23 janvier, il perd face à Yoshihiro Tajiri. Le 6 février, il bat Yoshihiro Tajiri. Le 12 février, il bat Yoshihiro Tajiri. Le 13 mars, il bat Antifaz Del Norte. Lors du PPV ECW Living Dangerously 1999, le 21 mars 1999, il gagne son match face à Yoshihiro Tajiri. Le 8 mai, il perd avec Nova (Hollywood Nova de la bWo) face à TAKA Michinoku et Yoshihiro Tajiri. Lors de ECW Hardcore Heaven 1999, le 16 mai 1999, il bat Taka Michinoku. Le 22 mai, il bat à nouveau Taka Michinoku. Le 11 juin, il participe à un Three Way Dance Match face à Little Guido et Yoshihiro Tajiri, qui sera le vainqueur du match. Le 11 juillet, il participe à nouveau à un Three Way Dance Match contre les mêmes adversaires, pour le même résultat. Lors du PPV ECW Heat Wave du 18 juillet 1999, il gagne son match contre Little Guido. Le 31 juillet, il perd avec Simon Diamond face à Chris Chetti et Nova. Le 26 août, il bat Rhino. Le 28 août, il bat Yoshihiro Tajiri. Le 19 septembre, lors de ECW Anarchy Rulz 1999, il ne remporte pas le Triple Threat Match dans lequel il était prévu, car c'est Yoshihiro Tajiri qui le remporte. Le 23 octobre, il remporte un Triple Threat Elimination Match face à Little Guido et Spike Dudley. Le 30 octobre, il perd face à Yoshihiro Tajiri. Lors de ECW November To Remember du 7 novembre 1999, il participe à un Triple Threat Elimination Match face à Yoshihiro Tajiri et Jerry Lynn, qui sera le vainqueur du match. Le 13 novembre, il perd face à Jerry Lynn. Le 18 novembre, il perd face à Little Guido. Le 27 novembre, il bat Ikuto Hidaka. Le 2 décembre, il bat Super Caló. Le 17 décembre, il bat Ikuto Hidaka. Le 23 décembre, il perd face à Yoshihiro Tajiri. 
Le 7 janvier 2000, il bat Little Guido. Lors de ECW Guilty as Charged du 9 janvier 2000, il fait équipe avec Yoshihiro Tajiri pour battre Jerry Lynn et Little Guido. Le 15 janvier, il bat Yoshihiro Tajiri dans un Mexican Death Match. Le 21 janvier, il bat Ricky Banderas. Le 4 février, il perd face à Yoshohiro Tajiri dans un Japanese Death Match. Le 5 février, il bat CW Anderson. Le 19 février, il remporte un Triple Threat Elimination Match contre Little Guido et Yoshihiro Tajiri. Le 26 février, il bat CW Anderson. 

#### ECW World Television Champion et perte du titre (2000)
Le 12 mars 2000, lors du PPV ECW Living Dangerously, il remporte la finale d'un Tournoi pur devenir le nouveau champion Television de la ECW en battant Rhino. Le 18 mars, il bat Yoshihiro Tajiri dans un Japanese Death Match, et conserve son titre. Le 24 mars, il conserve son titre en battant Rhino. Le 31 mars, il bat Mikey Whipwreck pour conserver son titre. Le 8 avril, il perd son titre lors d'un Three Way Dance Match au profit de Yoshihiro Tajiri. Son règne aura duré 27 jours. Le 16 avril, il bat Kid Kash. Le 22 avril, il participe à un Triple Threat Elimination Match, mais ce sera Little Guido qui gagnera le match.  
Le 11 novembre, il perd un 6-Man Tag Team Match, où il faisait équipe avec The Unholy Alliance (Mikey Whipwreck & Yoshihiro Tajiri), et ils affrontaient Hot Commodity (Chris Hamrick, EZ Money & Julio Dinero). Le même soir, il perd un match contre Yoshihiro Tajiri. Le 3 décembre, lors du PPV ECW Massacre On 34th Street, il perd avec Kid Kash face à Mikey Whipwreck et Yoshihiro Tajiri.  
Le 7 janvier 2001, lors du PPV ECW Guilty as Charged 2001, il fait équipe avec Kid Kash pour participer à un Triple Threat Tag Team Match pour affronter The FBI (Little Guido & Tony Mamaluke) et l'équipe de Yoshihiro Tajiri et Mikey Whipwreck, qui seront les vainqueurs du match. 

### Pro Wrestling NOAH (2012-2015, 2019)
Lors de Great Voyage 2012 In Ryogoku, lui et Ricky Marvin battent Special Assault Team (Atsushi Aoki et Kotarō Suzuki) et remportent les GHC Junior Heavyweight Tag Team Championship.
Le 5 janvier 2022, il effectue son retour à la Pro Wrestling Noah en tant que nouveau membre de Los Perros del Mal de Japón.

### All Japan Pro Wrestling (2009-2010)
Le 16 décembre 2021, il bat Izanagi et remporte le AJPW World Junior Heavyweight Championship.

## Palmarès
- All Japan Pro Wrestling
  - 1 fois AJPW World Junior Heavyweight Championship
  - AJPW Junior Tag League (2010) avec Bushi

- Catch Wrestling Association
  - 1 fois CWA World Junior Heavyweight Championship

- Caution Wrestling Federation
  - 1 fois CWF Continental Title

- Extreme Championship Wrestling
  - 1 fois ECW World Television Championship

- Global Les Catch
  - 1 fois GLC Extreme Championship

- International Wrestling Association
  - 9 fois IWA Hardcore Championship
  - 3 fois IWA Intercontinental Heavyweight Championship
  - 3 fois IWA World Junior Heavyweight Championship

- International Wrestling League
  - 1 fois IWL International Tag Team Championship (avec Scorpio, Jr.)
  - 1 fois IWL International Championship (actuel)
- International Wrestling Revolution Group
  - Guerre de Empresas (Janvier 2011) (avec X-Fly)

- Extreme Canadian Championship Wrestling
  - 1 fois NWA Canadian Junior Heavyweight Championship

- Pro Wrestling NOAH
  - 1 fois GHC Junior Heavyweight Tag Team Championship avec Ricky Marvin
  - NTV G+ Cup Junior Heavyweight Tag League Technique Award (2014) (avec Matt Striker)

- Pro Wrestling Zero1
  - 1 fois Zero-1/UPW/World-1 International Junior Heavyweight Championship

- Ring Of Honor
  - 1 fois IWA Intercontinental Heavyweight Championship

- Universal Wrestling Association
  - 1 fois UWA World Junior Heavyweight Championship
  - 2 fois UWA World Welterweight Championship

- Universal Wrestling Entertainment
  - 1 fois UWE Tag Team Championship (avec Ricky Marvin)

- Xtreme Latin American Wrestling
  - 2 fois X-LAW Junior Heavyweight Championship

- Xtrem Mexican Wrestling
  - 1 fois XMW Championship

- Xplosion Nacional de Lucha Libre
  - 1 fois XNL World Championship

## Récompenses des magazines
- Pro Wrestling Illustrated

| Année | 1998 | 1999 | 2000 | 2001 | 2002       | 2003 | 2004 à 2005 | 2006 | 2007 | 2008 | 2009 | 2010 | 2011 | 2012       | 2013 | 2014 à 2021 | 2022 |
| ----- | ---- | ---- | ---- | ---- | ---------- | ---- | ----------- | ---- | ---- | ---- | ---- | ---- | ---- | ---------- | ---- | ----------- | ---- |
| Rang  | 157  | 37   | 39   | 94   | Non classé | 278  | Non classé  | 119  | 124  | 194  | 220  | 236  | 255  | Non classé | 240  | Non classé  | 449  |